# Bendorf
Bendorf là một thị xã ở huyện Mayen-Koblenz, trong bang Rheinland-Pfalz, phía tây nước Đức. Đô thị Bendorf có diện tích 24,07 km², dân số thời điểm ngày 31 tháng 12 năm 2006 là 17.395 người. Bendorf nằm ở hữu ngạn sông Rhine, cự ly khoảng 7 km về phía bắc của Koblenz.